# جو وایلی
جو وایلی-مورتون (انگلیسی: Johanne Whiley-Morton؛ زادهٔ ۴ ژوئیهٔ ۱۹۶۵) روزنامه‌نگار، مجری تلویزیون و رادیو اهل بریتانیا است.
از فیلم‌ها یا مجموعه‌های تلویزیونی که وی در آن‌ها نقش داشته‌است می‌توان به در واقع عشق و پانوراما اشاره نمود.